# Hoplopleura acanthopus
Hoplopleura acanthopus är en insektsart som först beskrevs av Hermann Burmeister 1839.  Hoplopleura acanthopus ingår i släktet Hoplopleura och familjen gnagarlöss. Inga underarter finns listade i Catalogue of Life.

## Bildgalleri

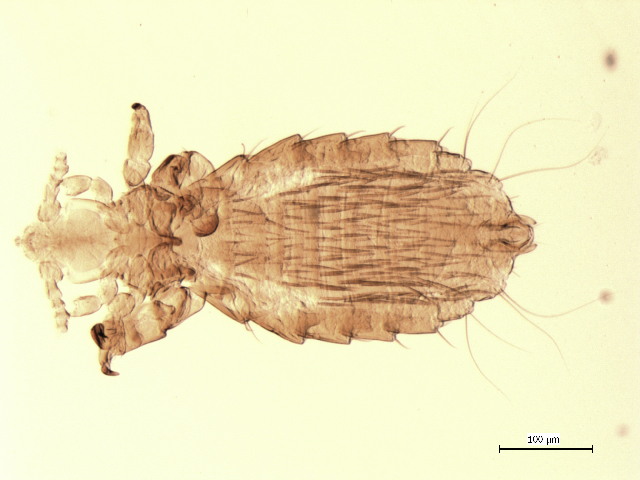